# Řád rudé zástavy
Řád rudé zástavy byl československý vojenský řád. Založen byl 8. února 1955. Udělován byl za ocenění zásluh za obranu republiky.

## Vzhled řádu
Jeho odznakem je pěticípá rudě smaltovaná hvězda se zlatou středovou pěticípou hvězdou, podložená zlatými paprsky. Na rubu se nachází zlatý kotouč s písmeny ČSR (od roku 1960 s písmeny ČSSR) a matričním číslem. Stuha je červená s tmavě rudými postranními proužky. Hvězda je spojena se stuhou zlatým závěsem, který tvoří vodorovně položený palcát připevněný na stuze a dvě vavřínové snítky zkřížené pod palcátem a spojené závěsným kroužkem s hvězdou.